# 露西·布龙泽
露西娅·罗伯塔·塔夫·布龙泽，MBE（1991年10月28日—）是英格蘭職業女子足球运动员。她曾代表英格兰参加2015年和2019年国际足联女子世界杯，其中2015年世界杯获得季军，2019年世界杯获得第四名。

## 榮譽
北卡羅來納焦油腳
- 大西洋沿岸聯盟女子足球錦標賽（英语：ACC Women's Soccer Tournament）：2009
- NCAA一級女子足球錦標賽（英语：NCAA Division I Women's Soccer Championship）：2009[4]

### 俱樂部
新特蘭
- 英格蘭女子足球全國聯賽北（英语：FA Women's National League North）：2008–09
- 英格蘭女子足總盃亞軍：2008–09

 利物浦
- 英格蘭女子足球超級聯賽：2013、2014

 曼城
- 英格蘭女子足球超級聯賽：2016
- 英格蘭女子聯賽盃（英语：FA Women's League Cup）：2016、2021–22
- 英格蘭女子足總盃：2016–17、2019–20

 里昂
- 歐洲女子冠軍聯賽：2017–18[6]、2018–19[7]、2019–20[8]
- 法國女子甲級足球聯賽：2017–18[9]、2018–19[10]、2019–20[11]
- 女子法國盃：2019[12]、2020[13]
- 法國女子超級盃（英语：Trophée des Championnes）：2019[14]

 巴塞隆拿
- 歐洲女子冠軍聯賽：2022–23[15]、2023–24[16]
- 西班牙女子足球甲級聯賽：2022–23、2023–24
- 西班牙女王盃（英语：Copa de la Reina de Fútbol）：2023–24
- 西班牙女子超級盃（英语：Supercopa de España Femenina）：2022–23、2023–24

 車路士
- 英格蘭女子足球超級聯賽：2024–25[17]
- 英格蘭女子足總盃：2024–25[18]
- 英格蘭女子聯賽盃：2024–25[19]

### 國家隊
英格蘭U19
- 歐洲女子U-19足球錦標賽冠軍：2009[20]；亞軍：2010[21]

 英格蘭
- 國際足協女子世界盃亞軍：2023；季軍：2015
- 歐洲女子足球錦標賽冠軍：2022[22]、2025
- 女子洲際超級盃冠軍：2023[23]
- 她相信盃（英语：SheBelieves Cup）冠軍：2019[24]
- 阿諾德·克拉克盃（英语：Arnold Clark Cup）冠軍：2022[25]、2023[26]

## 外部連結
| 前任： 梅甘·拉皮诺 | 世界足球小姐 2020 | 繼任： 阿莱克西娅·普特利亚斯 |